# اعتلال الأعصاب السكري
اعتلالات الأعصاب السكرية هي اضطرابات عصبية ترتبط بمرض السكري. ويعتقد أن هذه الاعتلالات تنجم عن إصابة الأوعية الدموية الدقيقة نتيجة لمرض السكري بما فيها الأوعية الدموية الصغيرة التي تغذي الأعصاب (أوعية الأعصاب)، بالإضافة إلى إصابات الأوعية الدموية الكبيرة التي تبلغ ذروتها مع اعتلال الأعصاب السكري. تشمل الحالات المرتبطة باعتلال الأعصاب السكري شلل العصب الثالث، اعتلال العصب الأحادي؛ اعتلال أعصاب متعددة؛ الضمور العضلي السكري؛ اعتلال الأعصاب المتعددة المؤلم؛ اعتلال الأعصاب اللاإرادية، واعتلال الأعصاب الباطنية والصدرية.

## الأعراض والعلامات
يؤثر اعتلال الأعصاب السكري على جميع الأعصاب الطرفية: ألياف الألم، والخلايا العصبية الحركية، والأعصاب اللاإرادية. ولذلك يمكن أن يؤثر على جميع أجهزة الجسم وأعضائه حيث أن جميعها تغذيها أعصاب. هناك عدة متلازمات معينة يتم تحديدها بناء على أساس الأعضاء والأجهزة المتضررة، ولكن هذا حصري، حيث يمكن أن يصاب المريض باعتلال الأعصاب الحسية الحركية واعتلال الأعصاب الاإرادية معا أو أي مركب مرضي آخر. تختلف الأعراض تبعا للعصب أو الأعصاب المتضررة ويمكن أن تشمل أعراض أخرى غير تلك المذكورة. وعادة ما تتطور الأعراض تدريجيا على مدى سنوات.
قد تشمل الأعراض:
- خدر ووخز في الأطراف العلوية والسفلية
- عسر اللمس (انخفاض أو فقدان الإحساس في جزء من الجسم)
- الإسهال السكري المجهول السبب عرض شائع لدى السكريين. يحدث بشكل متكرر، لكن ليس حصرياً على هؤلاء، لدى مرضى السكري المعتمدين على الأنسولين وغير المسيطر عليهم (غير مضبوط السكر لديهم) والذين لديهم إصابة سكرية محيطة واعتلال أعصاب ذاتي (أي إصابة الأعصاب الذاتية الودية ونظيرة الودية).

تشاركه مع الإسهال الدهني شائع وليس بالضرورة أن يكون مشمولاً (أو متضمناً) مرض معوي.
الإسهال غالبا متقطع، لكن قد يتناوب مع فترات من حركات معوية طبيعية، أو إمساك.
اتهمت عدة آليات إمراضية، عصبية ذاتية، زيادة الفوعة الجرثومية، لكن يبدو أن قصور في إفراز البنكرياس الخارجي ممكن أن يكون أهم الإمراضيات المتهمة. مع ذلك الإسهال عند السكريين ليس لديه شكل أو إمراضية واضحة (أو مطلقة).
التشخيص يعتمد على الحكمة السريرية بالتقييم المترافق مع التقييم المخبري المتتابع الذي سيسمح بتفريق الإسهال الغامض (أو الأساسي) لدى السكريين عن الأسباب الآخرى للإسهال التي ممكن أن تحدث عند السكريين أو غير السكريين.
- ضعف الانتصاب
- سلس البول (فقدان السيطرة على المثانة)
- عجز جنسي
- تدلى الوجه والفم والجفون
- تغييرات بصرية
- دوار
- ضعف العضلات
- صعوبة في البلع
- ضعف النطق
- التحزم (تقلصات العضلات)
- فقدان الرغبة الجنسية
- ألم كالحرقان أو سريان الكهرباء

## وصف المرض
هناك أربعة عوامل يعتقد أنها مرتبطة بحدوث وتطور اعتلال الأعصاب السكري:

### أمراض الأوعية الدموية الدقيقة
ترتبط أمراض الأوعية الدموية والأمراض العصبية ارتباطاً وثيقاً حيث تعتمد الأوعية الدموية على جودة الوظائف العصبية، وتعتمد الأعصاب على تدفق الدم بصورة كافية. وأول تغيير مرضي يطرأ على الأوعية الدموية الدقيقة هو ضيقها. فكلما تقدم المرض، يرتبط اختلال الوظائف العصبية بشكل وثيق مع مشكلات الأوعية الدموية، مثل ثخن سماكة غشاء الأوعية الدموية الدقيقة، وفرط تنسج بطانتها، التي تسهم في نقص الأكسجة وتناقص توتر الأوكسجين. نقص الإمداد الدموي للخلايا العصبية هو سمة أساسية لاعتلال الأعصاب السكري. يمكن أن تؤدي عوامل توسيع الأوعية الدموية (على سبيل المثال مثبطات تحويل الأنجيوتنسن ACE inhibitors، ومضادات ألفا1 α1-antagonist) إلى تحسن كبير في تدفق الدم للخلايا العصبية، مع تحسن مماثل في سرعة التوصيل العصبي. وهكذا يحدث خلل الأوعية الدموية الدقيقة في وقت مبكر من مرض السكري، ويوازي تطور الاعتلال العصبي، ويمكن أن يكون كافيا لتبرير شدة التغييرات الهيكلية والوظيفية، والسريرية (الإكلينيكية) الملحوظة في اعتلال الأعصاب السكري.

### إنتاج المواد السكرية النهائية المتقدم
يسبب ارتفاع مستوى الجلوكوز في الخلايا إلى تكون رابطة تساهمية إنزيمية مع البروتينات مما يغير من هيكلها ويحول دون وظيفتها. وقد تورطت بعض هذه البروتينات الجليكوزيلاتية في التسبب في اعتلال الأعصاب السكري وغيرها من مضاعفات مرض السكري على المدى الطويل.

### البروتين كيناز ج
يتورط البروتين كيناز ج في التسبب في الاعتلال العصبي السكري. تسبب زيادة مستويات الجلوكوز زيادة في مادة ال diacylglycerol في الخلايا، والتي تنشط البروتين كيناز ج. وتزيد مثبطات البروتين كيناز ج في الحيوانات النموذجية من سرعة التوصيل العصبي عن طريق زيادة تدفق الدم للخلايا العصبية.

### مسار البوليول Polyol
أيضا يسمى مسار البوليول بمسار تثبيط السوربيتول/ألدوز. وقد يكون له علاقة بمضاعفات السكري التي تؤدي إلى تلف الأوعية الدموية الدقيقة في النسيج العصبي، وكذلك شبكية العين والكلى.
الجلوكوز هو مركب تفاعلي إلى حد كبير، وإن لم يتم أيضه فإنه سيتفاعل مع أنسجة الجسم. تقوم زيادة مستويات السكر كالتي تحدث في مرض السكري بتنشيط المسالك البيوكيميائية البديلة مما يؤدي إلى انخفاض مركب الجلوتاثيون glutathione وزيادة في جزيئيات الأكسجين الحرة. يعتمد المسار على انزيم تثبيط الألدوز aldose reductase enzyme وقد أظهرت مثبطات هذا الانزيم فعالية في الحيوانات النموذجية لمنع تطور الاعتلال العصبي.
في حين أن معظم خلايا الجسم تتطلب الانسولين لدخول الجلوكوز إلى الخلية، إلا أن خلايا شبكية العين والكلى والجهاز العصبي لا تعتمد على الانسولين. ولذلك هناك تبادل حر للجلوكوز من داخل إلى خارج الخلية، بغض النظر عن عمل الانسولين، في العين والكلى والخلايا العصبية. وتستخدم الخلايا الجلوكوز للحصول على الطاقة بشكل طبيعي، وأي كمية جلوكوز غير مستخدمة للحصول على الطاقة سوف تدخل مسار البوليول لتحويلها إلى سوربيتول sorbitol. ولا يسبب هذا التبادل أي مشاكل مع المستويات الطبيعية للجلوكوز في الدم، لأن معدل انجذاب انزيم تثبيط الالدوز للجلوكوز يكون قليلا في التركيزات العادية.
ومع ذلك، يزداد انجذاب انزيم تثبيط الالدوز للجلوكوز في حالة زيادة مستوى الجلوكوز في الدم، مما يعني مستويات أعلى من مادة السوربيتول ومستويات أقل من مركب NADPH، وهو مركب يستخدم عندما يتم تفعيل مسار البوليول. ولا يستطيع السوربيتول المرور عبر أغشية الخلايا، فعندما يتراكم، يؤدي إلى ضغط اسموزي على الخلايا عن طريق سحب المياه داخل الخلية. ويقوم سكر الفواكه (الفركتوز) Fructose بنفس الشيء، ويتم إنتاجه في مرحلة متقدمة من المسارات الكيميائية.
يحفز مركب NADPH (الذي يستخدم عند تحفيز مسار البوليول) إنتاج أكسيد النيترات والجلوتاثيون، وتحوله خلال المسار يؤدي إلى إنتاج جزيئات الأكسجين المتفاعلة. يؤدي نقص الجلوتاثيون إلى انحلال الدم الناجم عن الأكسدة، ونحن نعرف بالفعل أن اكسيد النتريك هو واحد من أهم موسعات الأوعية الدموية. يعد مركب NAD+ ضروريا لمنع أنواع الأكسجين التفاعلية من التشكل وإلحاق الأضرار بالخلايا.
وعلاوة على ذلك، يُعتقد أن ارتفاع مستويات السوربيتول يحد من امتصاص الخلايا لنوع آخر من الكحول: myoinsitol، مما يحد من نشاط مضخة الصوديوم والبوتاسيوم بغشاء الخلية وهي مهمة لوظيفة العصب، مما يسهم في مزيد من الاعتلال العصبي.
وباختصار، يؤدي التنشيط المفرط لمسار البوليول إلى زيادة مستويات السوربيتول وجزيئات الأكسجين المتفاعلة وانخفاض مستويات أكسيد النيتريك والجلوتاثيون، فضلا عن زيادة الضغط الاسموزي على غشاءالخلية. أي من هذه العناصر وحدها يمكن أن يعزز تلف الخلايا، ولكن هنا لدينا عدة عوامل مع بعضها.

### الآثار على أنواع الأعصاب المختلفة
تتأثر الأعصاب المختلفة بطرق مختلفة.

#### اعتلال الأعصاب الحسية الحركية المتعدد
تتأثر الألياف العصبية الطويلة بدرجة أكبر من الألياف العصبية القصيرة، وذلك لأن سرعة التوصيل في العصب تنقص في تناسب مع طول العصب. في هذه المتلازمة، يحدث انخفاض في الإحساس وفقدان ردود الفعل في أصابع كل قدم، وتمتد بعد ذلك إلى أعلى. وعادة ما توصف باحساس الخدر وفقدان الإحساس وعسر اللمس (انخفاض أو فقدان الإحساس في جزء من الجسم) وألم ليلي فيما يشبه القفاز والجورب. ويمكن أن يكون الألم في هيئة حرقان أو وخز أو ألم غير محدد. ويكون الإحساس بوخز الدبابيس والإبر أمراً شائعاً. ويتأثر الإحساس بوضع أعضاء الجسم لبعضها proprioception مبكرا. ولا يمكن لهؤلاء المرضى الشعور عندما يدوسون على جسم غريب كالشظية، أو عندما يتكون لهم جلد صلب من الأحذية الضيقة. وبناء على ذلك، فإنهم معرضون لخطر حدوث القرحة والتهابات القدمين والساقين، والتي يمكن أن تؤدي إلى البتر وقد يحدث لهؤلاء المرضى كسورا متعددة في الركبة أو الكاحل أو القدم وقد تؤدي إلى حدوث انحلال في المفاصل. ويؤدي فقدان وظيفة الحركة إلى تقوس القدم لأعلى dorsiflexion، وتقلص أصابع القدم وفقدان وظيفة العضلات بين الأصابع، مما يسمى بالقدم المطرقة. ولا تقتصر هذه التقلصات على القدم فقط، بل أيضا تصيب اليد حيث فقدان العضلات يجعل اليد تبدو هزيلة كالهيكل العظمي ويزداد فقدان الوظيفة الحركية.

#### الاعتلال العصبي اللاإرادي
يتكون النظام العصبي اللاإرادي من أعصاب تغذي القلب والجهاز الهضمي والجهاز البولي التناسلي. ويمكن أن يؤثر الاعتلال العصبي اللاإرادي على أي من هذه الأجهزة. وأكثر خلل وظيفي لا إرادي شيوعا في مرض السكري هو هبوط الضغط الانتصابي أو الإغماء عند الوقوف. في حالة الاعتلال العصبي اللاإرادي الناتج عن مرض السكري، فإن ذلك يرجع إلى فشل القلب والشرايين في ضبط معدل ضربات القلب والأوعية الدموية للحفاظ على تدفق الدم بشكل كامل إلى الدماغ. وعادة ما يرافق ذلك أعراض فقدان التغيير في معدل ضربات القلب الذي يشهده التنفس الطبيعي. تشير هذه الملحوظات إلى الاعتلال العصبي اللاإرادي.
وتشمل مضاعفات الجهاز الهضمي كل من بطء حركة الأمعاء، والغثيان، والانتفاخ، والاسهال. يتناول العديد من مرضى السكري أدويتهم لعلاج السكر عن طريق الفم، ولذلك يتأثر امتصاص هذه الأدوية كثيرا ببطء إفراغ المعدة. يمكن أن يؤدي هذا إلى نقص السكر في الدم عندما يأخذ المريض دواءه عن طريق الفم قبل وجبة ولا يتم امتصاص الدواء إلا بعد ساعات أو أيام في بعض الأحيان، ويحدث هذا سواء كان مستوى السكر في الدم من قبل طبيعيا أو منخفضا. تسبب الحركة البطيئة للأمعاء الدقيقة زيادة نمو البكتريا والذي يسوء في وجود زيادة في مستوى السكر ويؤدي هذا إلى الانتفاخ والغازات والإسهال
وتشمل أعراض الجهاز البولي تكرار الرغبة في التبول وعدم إمكانية التحكم بالبول وسلس البول واحتباس البول. يسبب احتباس البول تكرار التهابات المسالك البولية. ويمكن أن يؤدي احتباس البول إلى حدوث رتج المثانة diverticula والحصوات، والجزر الكلوي.

#### اعتلال الأعصاب الدماغية
عندما تتأثر الأعصاب الدماغية، فإن اعتلالات العصب الثالث المسئول عن حركة العينين تكون هي الأكثر شيوعا. يتحكم العصب الثالث في حركة عضلات العينما عدا العضلة المستقيمة الجانبية والعضلة المائلة العلوية. وتعمل هذه العضلات أيضا على تقليص حدقة العين وفتح الجفون. تكون بداية شلل العصب الثالث الناتج عن مرض السكري عادة بشكل مفاجئ، وتبدأ بآلام في الصدغ وحول العين ثم ازدواجية الرؤية. قد تتأثر كل عضلات العين التي يغذيها العصب الثالث، ولكن تلك التي تتحكم في حجم حدقة العين عادة ما تتأخر في التأثر. وذلك لأن الألياف العصبية بالجهاز السمبتاوي داخل العصب الثالث التي تؤثر في حجم الحدقة توجد على أطراف العصب (قطع عرضي)، مما يجعلها أقل عرضة للتضرر من نقص التغذية لأنها أقرب إلى الإمداد الدموي. وعادة ما يتأثر العصب السادس abducens nerve، الذي يغذي العضلات المستقيمة الجانبية من عضلات العين (التي تحرك العين أفقيا)، ولكن تأثر العصب الرابع Trochlear nerve الذي يغذي العضلة المائلة العلوية لا يحدث عادة. تؤدي اعتلالات العصب الأحادية التي تحدث للأعصاب الشوكية الصدرية والقطنية إلى حدوث أعراض مؤلمة تشبه احتشاء عضلة القلب، أو التهاب المرارة أو التهاب الزائدة الدودية. مرضى السكري لديهم معدلات أعلى في الإصابة باعتلالات انحشار الأعصاب، مثل متلازمة النفق الرسغي carpal tunnel syndrome.

## التشخيص
الاعتلال العصبي السكري الطرفي هو التشخيص الأكثر احتمالا لشخص لديه مرض السكري ويعاني من ألم في الساق أو القدم، على الرغم من أنه قد يكون ناجم عن نقص فيتامين ب 12 أو هشاشة العظام. قام استعراض في مجلة الجمعية الطبية الأمريكية في «سلسلة الفحص السريري المنطقي» مؤخرا بتقييم جدوى الفحص السريري في تشخيص اعتلال الأعصاب الطرفية الناتج عن مرض السكري. في حين أن الطبيب عادة ما يقيم شكل القدمين، ووجود تقرحات، وردود الفعل في الكاحل، فإن أكثر نتائج الفحص البدني للألياف العصبية الكبيرة إفادة هي انخفاض الإحساس بالذبذبات بصورة غير طبيعية إلى شوكة رنانة 128 هرتز أو انخفاض الإحساس بالضغط. النتائج الطبيعية لاختبار الاهتزاز باستخدام مدي من 0,33-0,51 تجعل الاعتلال العصبي الطرفي في الألياف الكبيرة أقل وضوحا. وتجميع عدة علامات لا يعطي معلومات أفضل مما تعطيها هذان النتيجتان الفرديتان. قد تظهر اختبارات توصيل العصب انخفاضا في أداء الأعصاب الطرفية، ولكن نادرا ما يعبر ذلك عن شدة اعتلال الأعصاب الطرفية الناتج عن مرض السكري وبالتالي ليس إجراء روتينيا مناسبا للحالة.

## العلاج
على الرغم من التقدم في فهم الأسباب الأيضية للاعتلال العصبي، فإن محاولات وقف هذه العمليات لا زالت محدودة. وهكذا، باستثناء السيطرة المحكمة على مستويات الجلوكوز، فالعلاجات تستهدف الحد من الألم والأعراض الأخرى.
تشمل العلاجات المتاحة للسيطرة على الألم مضادات الاكتئاب ثلاثية الحلقات ومثبطات إعادة امتصاص السيروتونين والعقاقير المضادة للصرع. وخلص استعراضا منظم إلى أن مضادات الاكتئاب ثلاثية الحلقات والعقاقير التقليدية المضادة للصرع أفضل لتخفيف الآلام قصيرة المدى من الجيل الأحدث من العقاقير المضادة للتشنجات. والجمع بين هذه الأدوية (gabapentin + nortriptyline) قد يكون أفضل من دواء واحد.
وافقت إدارة الاغذية والعقاقير على دوائين فقط لعلاج اعتلال الأعصاب الطرفية هما دولوكستين duloxetine المضاد للاكتئاب وبريجبالين pregabalin {/1 مضاد التشنجات. ويمكن للمرضى الذين يعانون من اعتلال عصبي طرفي سكري موضعي تخفيف آلامهم عن طريق رقع الليدوكين lidocaine patches قبل استخدام الأدوية التي تؤثر على كامل الجسم{2/}

### مضادات الاكتئاب ثلاثية الحلقات
تشمل مضادات الاكتئاب ثلاثية الحلقات إيميبرامين وأميتربتيلين و desipramine و nortriptyline. هذه العقاقير فعالة في تقليل أعراض الألم ولكن لها العديد من الآثار الجانبية التي تعتمد على جرعة الدواء. أحد الآثار الجانبية الملحوظة هي تسمم القلب، والذي يمكن أن يؤدي إلى عدم انتظام ضرباته. تكون السمية نادرة في الجرعات المنخفضة المستخدمة في الاعتلال العصبي، ولكن المضاعفات أكثر شيوعا عند زيادة الجرعات. يستخدم أميتربتيلين بصورة واسعة في هذه الحالة، لكن desipramine و nortriptyline لهما آثار جانبية أقل.

### مثبطات إعادة امتصاص السيروتونين
تشمل مثبطات إعادة امتصاص السيروتونين فلوكستين fluoxetine وباروكسيتين وسيرترالين sertraline والسيتالوبرام citalopram ولم يتم اعتماد هذه الأدوية من قبل إدارة الاغذية والعقاقير لعلاج الاعتلال العصبي المؤلم لأن فعاليتها لم تزد عن فعالية العلاج الوهمي في عدة تجارب محكمة. ونادرا ما تكون الآثار الجانبية لهذا النوع خطيرة، ولا تسبب أي عاهات مستديمة. لكنها تسبب الخدر وزيادة الوزن، مما يقلل من القدرة على التحكم في نسبة السكر في الدم. ويمكن استخدامها بجرعات لتخفيف أعراض الاكتئاب، المصاحب للاعتلال العصبي السكري.
تم الموافقة على دلوكستين Cymbalta) duloxetine) لعلاج الاعتلال العصبي السكري وهو نوع من مثبطات إعادة امتصاص النورابينفرين والسيروتونين SSNRI. ومن خلال استهداف كل من السيروتونين والنورابينفرين، فإنه يستهدف الأعراض المؤلمة للاعتلال العصبي السكري، وأيضا يعالج الاكتئاب إذا كان موجودا. الجرعات النموذجية هي ما بين 60 ملجم و 120 ملجم.

### أدوية الصرع

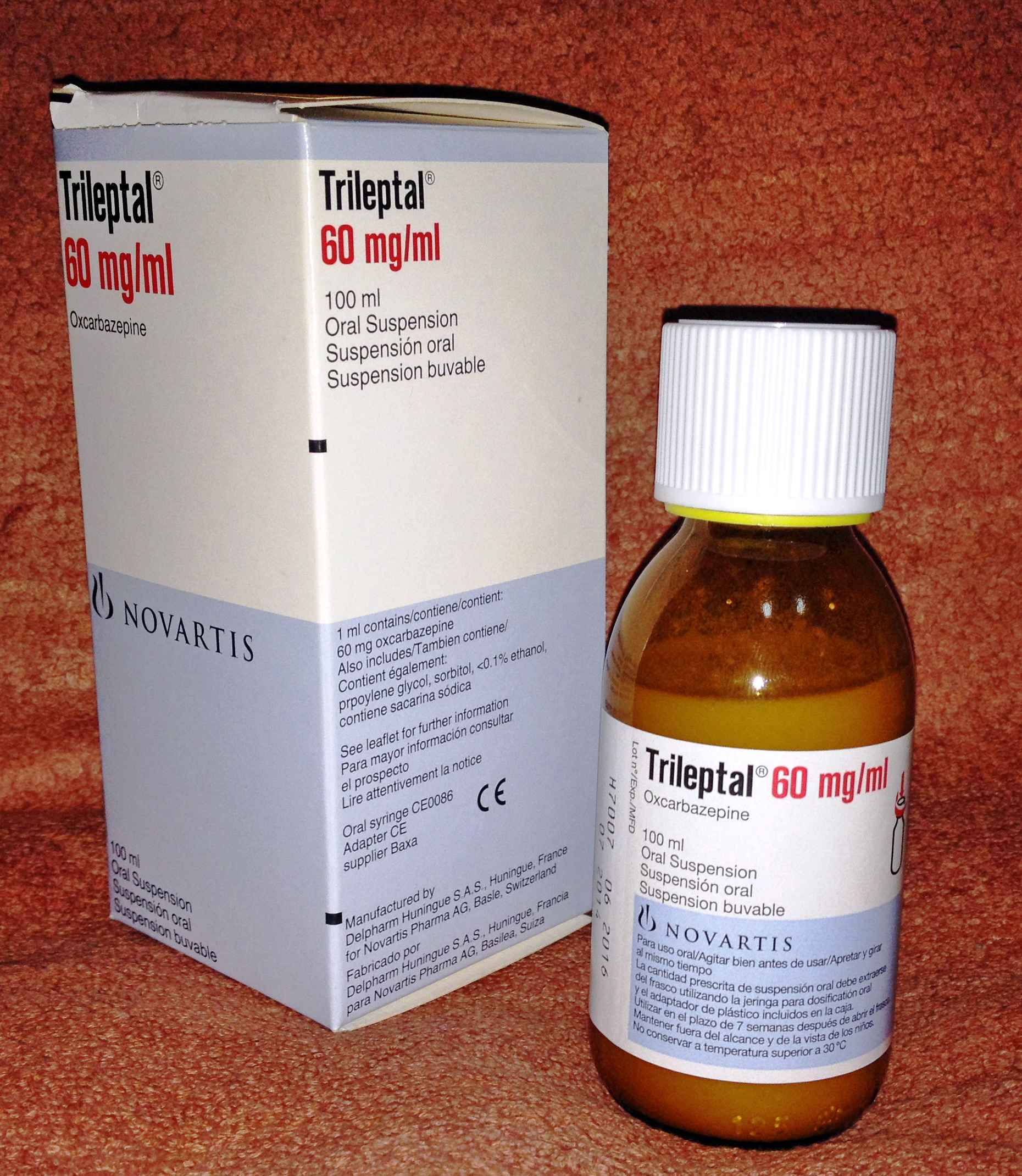
صورة لعلبة دواء أوكسكاربازيبين Oxcarbazepine (وهو أول أيض للكاربامازيين) من إنتاج شركة أدوية نوفارتس (NOVARTIS) السويسرية، تحت الاسم التجاري Trileptal.
في الصورة:
مستعلق فموي Oral Suspension 100 mg/ml.

تمثل أدوية الصرع خاصة جابابنتين والبريجبالين pregabalin خطاً علاجياً أولياً لعلاج الاعتلال العصبي المؤلم. يضاهي الجبابنتين Gabapentin الاميتريبتيلين amitriptyline من حيث الفعالية، لكنه أكثر أمنا. ومن أهم آثاره الجانبية هو الخدر، والذي لا يقل على مر الزمن، وربما يزداد سوءا. لا بد من أخذه ثلاث مرات يوميا، وأحيانا يسبب زيادة الوزن، مما يقلل القدرة على التحكم في نسبة السكر في الدم لمرضى السكري.
يُعتبر كاربامازيبين (بالإنجليزية: Carbamazepine )‏ (من أشهر الأسماء التجارية له Tegretol) فعّالا لكنه ليس بالضرورة آمنا لعلاج الاعتلال العصبي السكري. يُعتبر أول أيض للكاربامازيبين وهو أوكسكاربازيبين (الاسم التجاري له Trileptal)، فعالا وآمنا في الاضطرابات العصبية الأخرى، ولكن لم يتم دراسته في الاعتلال العصبي السكري.
لم يتم دراسة توبيرامات Topiramate كعلاج للاعتلال العصبي السكري، ولكن من آثاره الجانبية المفيدة فقدان الشهية وفقدان الوزن، مما يجعله مفيدا طبقا للروايات المتناقلة.

### المسكنات التقليدية
تندرج الثلاث فئات السابقة من الأدوية تحت عنوان الأدوية غير النمطية، والأدوية المساعدة، والأدوية المحتملة وغالبا ما يتم دمجها مع المواد الأفيونية و/ أو مضادات الالتهابات، وعادة ما تكون النتيجة أفضل من مجموع أجزائها.
هناك وصفة طبية شائعة في حالة أن يكون الاعتلال العصبي السكري عامل مساعد لزيادة الألم في حالات الألم المزمن المنهك وتشمل هذه الوصفة (دلوكستين Duloxetine + مورفين ممتد المفعول مورفين ± نابروكسين naproxen هيدروكسيزين hydroxyzine (خاصة مع أوكسيكودون oxycodone ± مورفين أو هيدرومورفين سريع المفعول hydromorphone)، وفي بعض الأحيان يكون أميتربتلين أكثر فعالية من الدلوكستين. يجب استخدام المواد الأفيونية التي تتطلب تنشيط مسار السيتوكروم ب 450 Cytochrome P-450 (مثل الكودين codeine ودايهيدروكودين dihydrocodeine) مع عوامل مساعدة ليس لها علاقة كيمائيا بأدوية تثبيط إعادة امتصاص السيروتونين لأن هذه الأدوية يمكن أن تؤثر على الامتصاص والتوزيع والتمثيل الغذائي وطريقة التخلص من أدوية كالمورفين، والهيدرومورفون، والأوكسيمورفون oxymorphone.

### العلاجات الأخرى
قد يكون التحفيز العصبي عن طريق الجلد Transcutaneous electric nerve stimulation (TENS) فعالا في علاج الآلام الناتجة عن الاعتلال العصبي السكري.
أظهر حامض الألفا ليبويك α-lipoic acid وهو مضاد أكسدة ومكمل غذائي - لا يتطلب روشتة لصرفه- نتيجة جيدة في تجربة محكمة عشوائية randomized controlled trial قامت بمقارنة جرعة من 600 ملجم إلى 1800 ملجم عن طريق الفم مرة واحدة يوميا بدواء وهمي placebo، على الرغم من حدوث غثيان في حالة الجرعات الكبيرة.
أظهر المثيل كوبالمين Methylcobalamin وهو شكل من أشكال فيتامين ب 12 وموجود في السائل الشوكي تأثيرا كبيرا في علاج الاعتلال العصبي السكري سواء تم أخذه عن طريق الفم أو بالحقن.
أظهر سي بيبتايد C-peptide نتائجا واعدة في علاج مضاعفات مرض السكري بما فيها الاعتلالات العصبية، على الرغم من أنه ليس متاحا في الأسواق حاليا. كان يعتقد قديما أنه نتاج ثانوي عديم الفائدة من الأنسولين، لكنه يساعد على تحسين وعكس الأعراض الرئيسية لمرض السكري.
أصبحت الأجهزة العلاجية التصويرية للطاقة Photo Energy Therapy devices مستخدمة على نطاق واسع في السنوات الأخيرة لعلاج الأعراض العصبية. تنبعث من هذه الأجهزة أشعة قريبة من الأشعة تحت الحمراء (العلاج بالأشعة القريبة من الأشعة تحت الحمراء NIR Therapy) بطول موجي 880 نانومتر. ويعتقد أن هذه الموجة تعمل على تحفيز إطلاق سراح اكسيد النيتريك Nitric Oxide إلى مجرى الدم وهو عامل مرخي مستمد من البطانة Endothelium-derived relaxing factor، وبالتالي يوسع الأوردة والشعيرات الدموية في جهاز الأوعية الدقيقة. وتظهر هذه الزيادة الدموية فعالية في الدراسات السريرية المختلفة في تقليل الألم عند مرضى السكري وغيرهم. يبدو أن الأجهزة العلاجية التصويرية للطاقة Photo Energy Therapy devices تعالج المشكلة الكامنة وراء الاعتلالات العصبية وهي سوء الدورة الدموية الدقيقة مما يسبب الألم وتنميل الأطراف.
لم يظهر ساتيفكس Sativex وهو دواء معتمد على القنب cannabis فعالية في علاج الاعتلال العصبي السكري.
كان هناك عمل تجريبي لاختبار فعالية عقار يدعى سيلدينافيل (الفياجرا) sildenafil ، لكن هذه الدراسة وصفت نفسها بأنها تقرير محدود وأشارت للحاجة إلى مزيد من التجارب السريرية.

### الرقابة المحكمة للجلوكوز
يتطلب علاج الأعراض المبكرة للاعتلال العصبي الحسي الحركي المتعدد تحسين مراقبة نسبة السكر في الدم. ويمكن للرقابة المحكمة للجلوكوز عكس تغييرات الاعتلال العصبي السكري، ولكن فقط إذا كان الاعتلال العصبي السكري ومرض السكري في البداية. وبالعكس، تميل الأعراض المؤلمة للاعتلال العصبي السكري إلى أن تهدأ كلما تقدم المرض وزاد الإحساس بالخدر.

## التنبؤ
لا تزال آليات الاعتلال العصبي السكري يكتنفها الغموض. , في الوقت الحاضر، فإن العلاج يخفف الألم، ويمكن أن يسيطر على بعض الأعراض المرتبطة بالمرض، ولكن المرض عموما يتقدم.
هناك خطر متزايد لإصابة القدمين بسبب فقدان الإحساس كمضاعفات للمرض (انظر القدم السكري). ويمكن أن تزداد العدوى لتصبح تقرح وهذا قد يتطلب البتر.

## علم الأوبئة
من المعروف أن مرض السكري هو السبب الرئيسي لاعتلال الأعصاب في البلدان المتقدمة، والاعتلال العصبي هو أكثر المضاعفات شيوعا وأكبر مصدر للاعتلال والوفيات لدى مرضى السكري. وتشير التقديرات إلى أن معدل انتشار اعتلال الأعصاب لدى مرضى السكري هو حوالي 20 ٪. ويمثل الاعتلال العصبي السكري السبب في 50-75 ٪ من حالات البتر الغير ناتج عن إصابات.
عامل الخطر الرئيسي للاعتلال العصبي السكري هو ارتفاع السكر في الدم. ومن المهم أن نلاحظ أن مرضى السكري أكثر عرضة لأعراض الاعتلال العصبي الطرفي لأن زيادة السكر في الدم تسبب حالة تدعى جلوكوجازيونين Glucojasinogen. وترتبط هذه الحالة مع عدم القدرة على الانتصاب وحساسية المنطقة الواقعة فوق المعدة والتي تؤدي بدورها إلى نقص تدفق الدم إلى الأعصاب الطرفية intrapectine التي تحكم حركة الذراعين والساقين. في دراسة DCCT (تجربة التحكم بداء السكري ومضاعفاته، 1995)، فإن معدل حالات الاعتلال العصبي هي 2 ٪ سنويا، ولكنه انخفض إلى 0.56 ٪ مع العلاج المكثف لمرضى السكري من النوع الأول. ويعتمد تطور الاعتلال العصبي على درجة السيطرة على نسبة السكر في الدم في كل من النوع الأول والثاني من داء السكري. تعتبر مدة مرض السكري، والعمر وتدخين السجائر وارتفاع ضغط الدم، وارتفاع الدهون عوامل الخطر للإصابة بالاعتلال العصبي السكري.

## الهوامش
1. ↑  [5] ^ Kanji JN, Anglin RE, Hunt DL, Panju A. Does this patient with diabetes have large-fiber peripheral neuropathy? JAMA. 2010 Apr 21;303(15):1526-32 ببمد: 20407062
2. ↑  [6] ^ Kanji JN, Anglin RE, Hunt DL, Panju A. Does this patient with diabetes have large-fiber peripheral neuropathy? JAMA. 2010 Apr 21;303(15):1526-32 ببمد: 20407062
3. ↑  King SA (October 1, 2008). "Diabetic Peripheral Neuropathic Pain: Effective Management". Consultant. ج. 48 ع. 11. مؤرشف من الأصل في 27 أبريل 2020. اطلع عليه بتاريخ أكتوبر 2020. {{استشهاد بدورية محكمة}}: تحقق من التاريخ في: |تاريخ الوصول= (مساعدة)
4. ↑  Wong MC, Chung JW, Wong TK (2007). "Effects of treatments for symptoms of painful diabetic neuropathy: systematic review". BMJ. ج. 335 ع. 7610: 87. DOI:10.1136/bmj.39213.565972.AE. PMC:1914460. PMID:17562735.{{استشهاد بدورية محكمة}}:  صيانة الاستشهاد: أسماء متعددة: قائمة المؤلفين (link)
5. ↑  Gilron I, Bailey JM, Tu D, Holden RR, Jackson AC, Houlden RL (أكتوبر 2009). "Nortriptyline and gabapentin, alone and in combination for neuropathic pain: a double-blind, randomised controlled crossover trial". Lancet. ج. 374 ع. 9697: 1252–61. DOI:10.1016/S0140-6736(09)61081-3. PMID:19796802.{{استشهاد بدورية محكمة}}:  صيانة الاستشهاد: أسماء متعددة: قائمة المؤلفين (link)
6. ↑  Dubinsky RM, Miyasaki J (يناير 2010). "Assessment: efficacy of transcutaneous electric nerve stimulation in the treatment of pain in neurologic disorders (an evidence-based review): report of the Therapeutics and Technology Assessment Subcommittee of the American Academy of Neurology". Neurology. ج. 74 ع. 2: 173–6. DOI:10.1212/WNL.0b013e3181c918fc. PMID:20042705.
7. ↑  Ziegler D, Ametov A, Barinov A؛ وآخرون (2006). "Oral treatment with alpha-lipoic acid improves symptomatic diabetic polyneuropathy: the SYDNEY 2 trial". Diabetes Care. ج. 29 ع. 11: 2365–70. DOI:10.2337/dc06-1216. PMID:17065669. {{استشهاد بدورية محكمة}}: Explicit use of et al. in: |مؤلف= (مساعدة)صيانة الاستشهاد: أسماء متعددة: قائمة المؤلفين (link)
8. ↑  Ide H, Fujiya S, Asanuma Y, Tsuji M, Sakai H, Agishi Y (1987). ""Clinical usefulness of intrathecal injection of Methylcobalamin in patients with diabetic neuropathy"". Clinical Therapeutics. ج. 9 ع. 2: 183–92. PMID:3568063.{{استشهاد بدورية محكمة}}:  صيانة الاستشهاد: أسماء متعددة: قائمة المؤلفين (link)
9. ↑  [20] ^ http://www.ncbi.nlm.nih.gov/entrez/query.fcgi?itool=abstractplus&db=pubmed&cmd=Retrieve&dopt=abstractplus&list_uids=1324807 Yaqub BA, Siddique A, Sulimani R.
"Effects of methylcobalamin on diabetic neuropathy." Clinical Neurology and Neurosurgery (1992) 94(2):105-11. "نسخة مؤرشفة". مؤرشف من الأصل في 2020-05-25. اطلع عليه بتاريخ 2020-05-31.{{استشهاد ويب}}:  صيانة الاستشهاد: BOT: original URL status unknown (link)
10. ↑  [21] ^ http://www.ncbi.nlm.nih.gov/entrez/query.fcgi?itool=abstractplus&db=pubmed&cmd=Retrieve&dopt=abstractplus&list_uids=10411351 Kuwabara S, Nakazawa R, Azuma N, Suzuki M, Miyajima K, Fukutake T, Hattori T.
"Intravenous methylcobalamin treatment for uremic and diabetic neuropathy in chronic hemodialysis patients. Internal Medicine (1999) June;38(6):472-5. "نسخة مؤرشفة". مؤرشف من الأصل في 2020-05-25. اطلع عليه بتاريخ 2020-05-31.{{استشهاد ويب}}:  صيانة الاستشهاد: BOT: original URL status unknown (link)
11. ↑  Cotter MA, Ekberg K, Wahren J, Cameron NE (يوليو 2003). "Effects of proinsulin C-peptide in experimental diabetic neuropathy: vascular actions and modulation by nitric oxide synthase inhibition". Diabetes. ج. 52 ع. 7: 1812–7. DOI:10.2337/diabetes.52.7.1812. PMID:12829651.{{استشهاد بدورية محكمة}}:  صيانة الاستشهاد: أسماء متعددة: قائمة المؤلفين (link)
12. ↑  [24] ^ Rader A, Barry T, A proposed mechanism for pain relief following NIR or MIRE therapy, Diabetic Microvascular Complications Today,Nov/Dec 2006, pp 27-28.'
13. ↑  [25] ^ Restoration of sensation, reduced pain, and improved balance in subjects with diabetic peripheral neuropathy: a double-blind, randomized, placebo-controlled study with monochromatic near-infrared treatment.2004 نسخة محفوظة 2020-05-25 على موقع واي باك مشين.
14. ↑  [26] ^ Improvement of sensory impairment in patients with peripheral neuropathy.2004 نسخة محفوظة 2020-05-25 على موقع واي باك مشين.
15. ↑  [27] ^ ببمد: 19808912
16. ↑  KRISHNAMURTHY SAIRAM, TOM A MCNICHOLAS (6 أكتوبر 2009). "Sildenafil in diabetic peripheral neuropathy". THE BRITISH JOURNAL OF DIABETES AND VASCULAR DISEASE. مؤرشف من الأصل (PDF) في 2020-05-25. اطلع عليه بتاريخ 2009-10-06.
17. ↑  "The effect of intensive diabetes therapy on the development and progression of neuropathy. The Diabetes Control and Complications Trial Research Group". Ann. Intern. Med. ج. 122 ع. 8: 561–8. 1995. PMID:7887548.

## وصلات خارجية
- مشاكل الأعصاب نتيجة لمرض السكري. MedlinePlus 'قائمة مرجعية واسعة من المواقع ذات الصلة.
- تشخيص اعتلال الأعصاب الاإرادية من مرض السكري